# Пјевевекија (Пезаро и Урбино)
Пјевевекија је насеље у Италији у округу Пезаро и Урбино, региону Марке.
Према процени из 2011. у насељу је живело 496 становника. Насеље се налази на надморској висини од 107 м.